# Calophyllum cuneifolium
Calophyllum cuneifolium är en tvåhjärtbladig växtart som beskrevs av Thw.. Calophyllum cuneifolium ingår i släktet Calophyllum och familjen Calophyllaceae. Inga underarter finns listade i Catalogue of Life.